# Бургаски солници
Бургаски солници е защитена местност в България. Намира се в землището на Бургас.
Защитената местност е с площ 965,3 ha. Обявена е на 18 юни 2007 г. с цел опазване на характерен ландшафт.
В защитената местност се забраняват:
- строителството на сгради и пътища, с изключение на разширението на пътя Бургас-Поморие;
- разкриване на кариери, изменянето на водния режим, замърсяването с химически вещества, промишлени и битови отпадъци;
- създаването на лични и помощни стопанства за домашни животни;
- ловуване, гърмене и използването на водоемите за развъждане на диви и домашни животни;
- събирането на яйца и развалянето на гнездата на птиците;
- засипването на крайбрежната езерна ивица.[1]

Разрешават се:
- обработването на селскостопанските земи;
- пашата на домашни животни с изключение на свине;
- осъществяването на солодобив и калодобив, без да се нарушават екологичните условия в резервата;
- изграждането на база за научни изследвания и за стопанисване на резервата;
- изграждането на парк „Езеро“ в южната част на езерото.[1]